# Giovanni Abagnale
Giovanni Abagnale, född 11 januari 1995, är en italiensk roddare.

## Karriär
Abagnale tävlade för Italien vid olympiska sommarspelen 2016 i Rio de Janeiro, där han tog brons i tvåa utan styrman. Vid olympiska sommarspelen 2020 i Tokyo slutade Abagnale på 11:e plats tillsammans med Vincenzo Abbagnale i tvåa utan styrman.
I april 2024 vid EM i Szeged tog Abagnale silver tillsammans med Matteo Lodo, Giuseppe Vicino och Nicholas Kohl i fyra utan styrman. Vid olympiska sommarspelen 2024 i Paris slutade de på fjärde plats tillsammans i fyra utan styrman. Vid EM 2025 i Plovdiv var Abagnale en del av Italiens lag som tog brons i åtta med styrman.